# Nekrolog 1854
Nekrolog
◄◄
| ◄
| 1850
| 1851
| 1852
| 1853
| 1854 | 1855 | 1856 | 1857 | 1858 | ► | ►►
Weitere Ereignisse | Allgemeiner Nekrolog 1854
Die Beschreibung der verstorbenen Person sollte so kurz wie möglich gehalten sein und nur deren signifikante Tätigkeit(en) enthalten.
Neue Namen ggf. auch unter dem Geburts- und Sterbedatum, also etwa unter 1. Januar und im Geburts- und Sterbejahr (2024) eintragen (nur bei entsprechender großer Wichtigkeit). Für Beispiele siehe die schon vorhandenen Artikel.
Außerdem über die fünf zuletzt Verstorbenen, zu denen es einen ausreichend guten Artikel für eine Präsentation auf der Hauptseite gibt, nach der todesbedingten Überarbeitung der Artikel ggf. auch unter Wikipedia Diskussion:Hauptseite informieren und sie am besten auch in den anderen Wikipedia-Sprachversionen eintragen. Tipp: Regelmäßig bei news.google.de nach „ist tot“, „gestorben“ oder „verstorben“ suchen.
Wenn eine Person gestorben ist, gibt es viele Seiten zu dieser Person in der Wikipedia, die davon auch betroffen sind und entsprechend aktualisiert werden müssen. Beispiele: Namenübersichtsseite, Geburtsjahr, Geburtsort-Seiten und viele mehr.
Wie finde ich die betroffenen Seiten?
Im Suchfeld auf der linken Seite gibt man den Suchbegriff so ein: „Vorname Nachname“. Dann klickt man auf Volltext und alle Seiten mit entsprechendem Suchtext werden aufgerufen. Hier sieht man dann schnell, wo auch das Todesjahr Sinn macht oder sogar ein Teil des Artikels angepasst werden muss. Auch hilft das „Werkzeug“ auf der linken Seite sehr gut, um solche Seiten aufzufinden: „Links auf diese Seite“. Somit ist die Wikipedia wieder aktuell in allen Bereichen! Hinweis: bei Eintragung der Kategorie „Gestorben JAHR“ wird der Missbrauchsfilter 49 ausgelöst, was jedoch nicht schlimm ist. Siehe: Spezial:Missbrauchsfilter/49
Dies ist eine Liste von im Jahr 1854 verstorbenen bekannten Persönlichkeiten. Die Einträge erfolgen innerhalb der einzelnen Daten alphabetisch sortiert. Tiere sind im Nekrolog für Tiere zu finden.

## Januar
| Tag        | Name                            | Beruf, bekannt als | Alter | Beleg |
| ---------- | ------------------------------- | --- | ----- | ----- |
| 1. Januar  | Conrad Hinrich Donner           | Hamburger Unternehmer und Bankier | 79    |       |
| 1. Januar  | Gustav von Griesheim            | preußischer Militär | 55    |       |
| 1. Januar  | Francis Place                   | radikaler englischer Sozialreformer und Chartist                                                                                              | 82    |       |
| 2. Januar  | Ernst Jakob von Ege             | deutscher Jurist und Politiker | 62    |       |
| 2. Januar  | Herman Johan Royaards           | niederländischer reformierter Theologe und Kirchenhistoriker                                                                                  | 59    |       |
| 2. Januar  | Gustav Adolf Harald Stenzel     | deutscher Geschichtsforscher | 61    |       |
| 3. Januar  | Adolphe Delattre                | französischer Ornithologe | 48    |       |
| 3. Januar  | John Gebhard                    | US-amerikanischer Jurist und Politiker | 71    |       |
| 4. Januar  | Moritz Beyer                    | deutscher Agrarwissenschaftler, Gutsinspektor und Autor von Fachbüchern                                                                       | 46    |       |
| 4. Januar  | Thomas Campbell                 | amerikanisch-presbyterianischer Pfarrer irischer Herkunft                                                                                     | 90    |       |
| 5. Januar  | Ernst Gottfried Adolf Böckel    | deutscher Theologe, Geistlicher und Hochschullehrer                                                                                           | 70    |       |
| 5. Januar  | John W. Cady                    | US-amerikanischer Jurist und Politiker | 63    |       |
| 5. Januar  | Gottschalk Eduard Guhrauer      | deutscher Literaturhistoriker | 44    |       |
| 6. Januar  | Christoph Wilhelm Mitscherlich  | deutscher Klassischer Philologe | 93    |       |
| 8. Januar  | William Carr Beresford          | britischer General, portugiesischer Marschall, britischer Militärbefehlshaber in Portugal                                                     | 85    |       |
| 8. Januar  | Michael Frey                    | deutscher katholischer Priester, Historiker und Publizist                                                                                     | 65    |       |
| 9. Januar  | Henry Augustus Muhlenberg       | US-amerikanischer Politiker | 30    |       |
| 10. Januar | Paul von Medem                  | russischer Diplomat | 54    |       |
| 10. Januar | Friedrich von Suckow            | deutscher Dichter und Redakteur | 64    |       |
| 11. Januar | Alexander Andrejewitsch Bodisko | russischer Botschafter | 67    |       |
| 11. Januar | Johann Pogge                    | deutscher Landwirt, Mitglied der Frankfurter Nationalversammlung                                                                              | 60    |       |
| 12. Januar | George H. Dunn                  | US-amerikanischer Politiker | 59    |       |
| 13. Januar | Carl Friedrich Theodor Heuer    | deutscher Offizier und Deichhauptmann im Oderbruch (1830)                                                                                     | 68    |       |
| 13. Januar | José Fructuoso Rivera           | uruguayischer General und Politiker | 69    |       |
| 13. Januar | Judah Touro                     | amerikanisch-jüdischer Geschäftsmann und Philanthrop                                                                                          | 78    |       |
| 14. Januar | Elias Marks                     | jüdischer Kaufmann und Philanthrop | 88    |       |
| 14. Januar | Peter Heinrich Merkens          | deutscher Unternehmer, Bankier und Politiker                                                                                                  | 76    |       |
| 14. Januar | Charles Morgan                  | britischer Politiker, Mitglied des House of Commons                                                                                           | 25    |       |
| 15. Januar | Edouard Boilly                  | französischer Komponist | 54    |       |
| 15. Januar | Emil Schartmann                 | deutscher Stilllebenmaler |       |       |
| 15. Januar | Beat Friedrich von Tscharner    | Schweizer Physiker und Politiker | 62    |       |
| 16. Januar | Wilhelm Brügmann                | Bürgermeister der Stadt Dortmund | 65    |       |
| 16. Januar | Charles Gaudichaud-Beaupré      | französischer Botaniker | 64    |       |
| 17. Januar | Gottfried Wilhelm Becker        | deutscher Mediziner und Autor | 75    |       |
| 18. Januar | Robert M. Charlton              | US-amerikanischer Politiker | 46    |       |
| 18. Januar | Valentin von Massow             | brandenburgischer Adliger und Gutsherr | 60    |       |
| 18. Januar | Johannes Veit                   | deutscher Historienmaler | 63    |       |
| 21. Januar | Johann Jakob Parcus             | Landtagsabgeordneter Großherzogtum Hessen | 63    |       |
| 22. Januar | Christian von Appel             | österreichischer Feldmarschalleutnant |       |       |
| 23. Januar | Robert Montgomery Bird          | US-amerikanischer Schriftsteller und Dramatiker                                                                                               | 47    |       |
| 24. Januar | Johann Georg Nußbaumer          | Oberforstmeister in Böhmen unter Fürst Metternich                                                                                             | 59    |       |
| 25. Januar | Jan Georg Bertelmann            | niederländischer Komponist | 72    |       |
| 26. Januar | Philipp Ferdinand von Grünne    | österreichischer General der Kavallerie | 91    |       |
| 26. Januar | Peter von Scholten              | dänischer Generalgouverneur in Dänisch-Westindien                                                                                             | 69    |       |
| 27. Januar | Karl Fromherz                   | deutscher Chemiker, Mineraloge und Mediziner                                                                                                  | 56    |       |
| 27. Januar | Alexander Székely               | ungarisch-siebenbürgischer Poet und unitarischer Theologe                                                                                     | 56    |       |
| 28. Januar | Adolphe Jérôme Blanqui          | französischer Nationalökonom | 55    |       |
| 28. Januar | Juan Calderón                   | spanischer protestantischer Theologe, Grammatiker, Cervantes-Forscher, Helenist, Romanist und Hispanist, der in Frankreich und England wirkte | 62    |       |
| 30. Januar | Jacob Peter Mynster             | lutherischer Bischof und Theologe | 78    |       |

## Februar
| Tag         | Name                             | Beruf, bekannt als | Alter | Beleg |
| ----------- | -------------------------------- | --- | ----- | ----- |
| 1. Februar  | Silvio Pellico                   | italienischer Schriftsteller | 64    |       |
| 3. Februar  | Karl Franz Ferdinand Bucher      | deutscher Rechtswissenschaftler und Hochschullehrer                                                                                             | 67    |       |
| 3. Februar  | Adolph Cornelius Petersen        | deutscher Astronom | 49    |       |
| 3. Februar  | Michael Pfurtscheller            | österreichischer Granderwirt und Schützenhauptmann von Fulpmes                                                                                  | 77    |       |
| 4. Februar  | Iwan Müller                      | deutscher Klarinettist, Komponist und Instrumentenbauer                                                                                         | 67    |       |
| 4. Februar  | George Watterston                | Bibliothekar des US-Kongresses | 70    |       |
| 4. Februar  | Ferdinand Friedrich Weichsel     | deutscher Jurist und Politiker | 65    |       |
| 6. Februar  | Josef Wagner                     | deutscher Orgelbauer |       |       |
| 7. Februar  | Gottlieb Christian Breiger       | deutscher lutherischer Theologe | 82    |       |
| 7. Februar  | Thomas Fitzpatrick               | US-amerikanischer Pelzhändler, Scout und Trapper                                                                                                |       |       |
| 7. Februar  | Karl von Lehndorff               | preußischer General | 83    |       |
| 7. Februar  | Karl von Zay                     | Schweizer Politiker | 70    |       |
| 8. Februar  | John Klingensmith                | US-amerikanischer Politiker | 67    |       |
| 9. Februar  | George Lippard                   | US-amerikanischer Sozialreformer und Schriftsteller                                                                                             | 31    |       |
| 10. Februar | José Joaquín de Herrera          | mexikanischer Militär und dreimaliger Präsident von Mexiko                                                                                      | 61    |       |
| 10. Februar | Eduard Zachäus Herrmann          | bayerischer Abgeordneter | 46    |       |
| 10. Februar | Georg Kloß                       | deutscher Arzt, Sammler von Bibliografien und Historiker                                                                                        | 66    |       |
| 11. Februar | William Paulding junior          | US-amerikanischer Jurist und Politiker | 83    |       |
| 11. Februar | Anton zu Stolberg-Wernigerode    | Ober- und Regierungspräsident in Magdeburg und preußischer Staatsminister                                                                       | 68    |       |
| 12. Februar | Rudolf Steinmetz                 | deutscher lutherischer Theologe | 52    |       |
| 13. Februar | Kurt von Bardeleben              | Landrat und liberaler Abgeordneter | 57    |       |
| 15. Februar | Samuel Owen                      | britisch-schwedischer Ingenieur, Erfinder und Unternehmer                                                                                       | 79    |       |
| 16. Februar | John Alexander Cocke             | US-amerikanischer Politiker |       |       |
| 16. Februar | Wilhelm von Knobloch             | preußischer Generalmajor | 59    |       |
| 16. Februar | Henrich zu Stolberg-Wernigerode  | Regent über die Grafschaft Wernigerode | 81    |       |
| 16. Februar | Johann Anton von Tillier         | Schweizer Historiker und Politiker | 62    |       |
| 17. Februar | Karl August Bauer                | württembergischer Landtagsabgeordneter | 54    |       |
| 17. Februar | John Martin                      | britischer Maler | 64    |       |
| 17. Februar | Louis-François Pelletier         | französischer Divisionsgeneral der Infanterie                                                                                                   | 82    |       |
| 18. Februar | Thomas Eastoe Abbott             | englischer Dichter | 67    |       |
| 19. Februar | Johann Reinhold von Lenz         | deutsch-baltischer Schauspieler und Dichter | 75    |       |
| 19. Februar | Michael Filz                     | deutsch-österreichischer Geschichtsforscher und Prior                                                                                           | 76    |       |
| 19. Februar | Robert Strange                   | US-amerikanischer Politiker | 57    |       |
| 20. Februar | Luther Reily                     | US-amerikanischer Politiker | 59    |       |
| 21. Februar | Hermann Gustav Fabricius         | deutscher Rechtsanwalt und Notar, Syndicus und Senator der Hansestadt Wismar und 1848/49 Mitglied der Mecklenburgischen Abgeordnetenversammlung | 51    |       |
| 21. Februar | Johann Heinrich Moritz von Poppe | deutscher Mathematiker und Physiker | 78    |       |
| 22. Februar | Johann Gottlieb Kreyßig          | deutscher Pädagoge und Philologe | 74    |       |
| 23. Februar | Wilhelm Pape                     | deutscher klassischer Philologe und Lexikograf                                                                                                  | 47    |       |
| 24. Februar | Julius Hundeiker                 | deutscher lutherischer Geistlicher und Romanautor                                                                                               | 69    |       |
| 24. Februar | Hermann Neefe                    | deutscher Maler | 63    |       |
| 24. Februar | Daniel Florence O’Leary          | irischer General und britischer Diplomat in Kolumbien                                                                                           |       |       |
| 25. Februar | Ann Walker                       | britische Gutsbesitzerin | 50    |       |
| 27. Februar | Friedrich Eisenlohr              | deutscher Architekt und Hochschullehrer | 48    |       |
| 27. Februar | Félicité de Lamennais            | französischer katholischer Priester, Philosoph und Verfasser von politischen Schriften                                                          | 71    |       |
| 27. Februar | Albert Lohner                    | Schweizer Politiker und Unternehmer | 45    |       |
| 27. Februar | Pierre Antoine Poiteau           | französischer Botaniker, Gärtner und Zeichner                                                                                                   | 87    |       |
| 28. Februar | François de Munck                | belgischer Cellist und Komponist | 38    |       |
| 28. Februar | Simón Rodríguez                  | Pädagoge, Philosoph, Utopischer Sozialist sowie Hauslehrer, Freund und Mitarbeiter von Simón Bolívar                                            | 84    |       |

## März
| Tag      | Name                                     | Beruf, bekannt als                                                                           | Alter | Beleg |
| -------- | ---------------------------------------- | -------------------------------------------------------------------------------------------- | ----- | ----- |
| 1. März  | Friedrich Eduard Beneke                  | deutscher Philosoph, Psychologe und Pädagoge                                                 | 56    |       |
| 1. März  | Johann Friedrich Jacob                   | deutscher Pädagoge, Altphilologe und Direktor des Katharineums zu Lübeck                     | 61    |       |
| 1. März  | Friedrich Carl Petit                     | dänisch-deutscher Autor und Übersetzer                                                       | 44    |       |
| 2. März  | John Conroy                              | irischer Soldat und Abenteurer                                                               | 67    |       |
| 2. März  | Giovanni Battista Rubini                 | italienischer Sänger (Tenor)                                                                 | 58    |       |
| 2. März  | Franz Karl Schuler                       | Schweizer Politiker                                                                          | 37    |       |
| 2. März  | Ludwig Wenckenbach                       | nassauischer Beamter und Politiker                                                           | 50    |       |
| 2. März  | James Wylie                              | Leibarzt dreier russischer Zaren; Chef und Reformer des russischen Militärsanitätswesens     | 85    |       |
| 3. März  | Gottlieb von Hüttner                     | deutscher Postbeamter                                                                        | 66    |       |
| 3. März  | Harriet Smithson                         | irische Theaterschauspielerin und erste Ehefrau des französischen Komponisten Hector Berlioz | 53    |       |
| 5. März  | Georg Bernhard von Bülow                 | preußischer Förster, Rittergutsbesitzer und Politiker                                        | 86    |       |
| 6. März  | Charles Vane, 3. Marquess of Londonderry | britischer Offizier, Politiker, Mitglied des House of Commons und Diplomat                   | 75    |       |
| 6. März  | Kaspar Georg Karl Reinwardt              | deutscher Naturforscher und Botaniker in niederländischen Diensten                           | 80    |       |
| 9. März  | Ferdinand Kirms                          | deutscher Komponist und Kirchenmusiker                                                       | 29    |       |
| 12. März | Fielding Lucas                           | US-amerikanischer Kartograf, Verleger und Künstler                                           | 72    |       |
| 12. März | Carl Andreas Naumann                     | deutscher Ornithologe                                                                        | 67    |       |
| 13. März | Franz Xaver von Caspar                   | deutscher Schriftsteller                                                                     |       |       |
| 13. März | Luigi Pichler                            | deutsch-italienischer Gemmenschneider                                                        | 81    |       |
| 13. März | Thomas Noon Talfourd                     | britischer Parlamentarier, Richter und Autor                                                 | 58    |       |
| 13. März | Jean-Baptiste de Villèle                 | französischer Staatsmann                                                                     | 80    |       |
| 14. März | Maria Johanna Baptista Rutz              | letzte Äbtissin des Klosters Tänikon im Kanton Thurgau                                       | 76    |       |
| 15. März | Hans Hummel                              | Hamburger Original                                                                           | 67    |       |
| 16. März | Erdmann Gustav von Broecker              | deutsch-baltischer Rechtswissenschaftler                                                     | 69    |       |
| 16. März | Johann Ender                             | österreichischer Maler                                                                       | 60    |       |
| 18. März | Friedrich Arnold                         | französischer Maler und Zeichner                                                             | 38    |       |
| 18. März | Michael von Nádasdy                      | österreichisch-ungarischer Politiker                                                         | 78    |       |
| 19. März | Johannes Christiansen                    | deutscher Rechtsgelehrter                                                                    | 44    |       |
| 19. März | William Pope Duval                       | US-amerikanischer Politiker                                                                  | 69    |       |
| 20. März | Carl Friedrich Voit                      | deutscher Instrumentenmacher und Orgelbauer in Schweinfurt                                   | 79    |       |
| 23. März | Philibert-Joseph Roux                    | französischer Mediziner und Chirurg                                                          | 73    |       |
| 23. März | Johann von Werder                        | preußischer Generalmajor                                                                     | 70    |       |
| 24. März | Michael Arneth                           | österreichischer römisch-katholischer Ordenspriester, Propst von St. Florian                 | 83    |       |
| 25. März | Heinrich Wilhelm Hayen                   | deutscher Verwaltungsjurist und Instanzrichter                                               | 62    |       |
| 26. März | Selah R. Hobbie                          | US-amerikanischer Jurist und Politiker                                                       | 57    |       |
| 27. März | Karl III.                                | Herzog von Parma                                                                             | 31    |       |
| 28. März | Ernst Weller                             | Bibliothekar, Legationsrat, Dr. phil.                                                        | 64    |       |
| 30. März | James Bouldin                            | US-amerikanischer Politiker                                                                  |       |       |
| 30. März | Franz Sales Lochbihler                   | deutscher Künstler aus dem Allgäu                                                            | 77    |       |
| 30. März | Thaddäus Siber                           | deutscher Mathematiker und Physiker                                                          | 79    |       |

## April
| Tag       | Name                                           | Beruf, bekannt als                                                                        | Alter | Beleg |
| --------- | ---------------------------------------------- | ----------------------------------------------------------------------------------------- | ----- | ----- |
| 1. April  | Peter Motzfeldt                                | norwegischer Staatsrat                                                                    | 76    |       |
| 5. April  | Christoph Erler                                | österreichischer Orgelbauer                                                               |       |       |
| 7. April  | August von Roggenbach                          | badischer Kriegsminister und Reorganisator der Armee                                      | 56    |       |
| 9. April  | Antoine Jay                                    | französischer Schriftsteller und Jurist                                                   | 83    |       |
| 9. April  | Alexander von Rennenkampff                     | deutscher Adliger und Schriftsteller                                                      | 71    |       |
| 10. April | Karl Hahn                                      | deutscher Erzieher, Schriftsteller und Theologe                                           | 76    |       |
| 11. April | Carl von Basedow                               | deutscher Arzt                                                                            | 55    |       |
| 11. April | Antonio Brizzi                                 | italienischer Opernsänger (Tenor) und Gesangspädagoge                                     | 84    |       |
| 13. April | Georg Karl Küchler                             | deutscher Beamter und Politiker, Landtagsabgeordneter Großherzogtum Hessen                | 80    |       |
| 13. April | Jürgen Sager                                   | deutscher Schiffbaumeister                                                                | 77    |       |
| 15. April | Arthur Aikin                                   | englischer Chemiker, Mineraloge und Autor                                                 | 80    |       |
| 16. April | Julia Nyberg                                   | schwedische Autorin                                                                       | 68    |       |
| 17. April | Wilhelm Hebenstreit                            | deutsch-österreichischer Journalist und Schriftsteller                                    | 79    |       |
| 17. April | Christian Krauel                               | deutscher Mediziner (Gynäkologe)                                                          | 54    |       |
| 17. April | Gottlob Wiedebein                              | deutscher Kapellmeister und Komponist                                                     | 74    |       |
| 18. April | Joseph Elsner                                  | Komponist                                                                                 | 84    |       |
| 18. April | Nehemiah R. Knight                             | US-amerikanischer Politiker                                                               | 73    |       |
| 18. April | Josef Obkircher                                | badischer Jurist und Politiker                                                            | 71    |       |
| 18. April | Johann Konrad von Teuffel                      | deutscher Jurist und Politiker                                                            | 54    |       |
| 18. April | Martin Vogt                                    | Organist, Cellist und Komponist                                                           | 73    |       |
| 19. April | John Davis                                     | US-amerikanischer Politiker                                                               | 67    |       |
| 19. April | Ernst von Haselberg                            | deutscher Arzt                                                                            | 57    |       |
| 19. April | Robert Jameson                                 | schottischer Naturhistoriker und Geologe                                                  | 79    |       |
| 20. April | Wilhelm Bode                                   | deutscher Jurist und Stadtdirektor in Braunschweig                                        | 74    |       |
| 20. April | Wilhelm Bröckelmann                            | deutscher Theaterschauspieler, Sänger (Tenor) sowie Intendant                             | 56    |       |
| 21. April | Eberhard von Hymmen                            | preußischer Landrat der Rheinprovinz                                                      |       |       |
| 22. April | Alexander von Beulwitz                         | deutscher Unternehmer und preußischer Oberforstmeister                                    | 70    |       |
| 22. April | Nicolás Bravo                                  | mexikanischer Militär und Politiker                                                       | 67    |       |
| 22. April | Carl Georg Eduard Gaßmann                      | deutscher Theaterschauspieler                                                             | 74    |       |
| 23. April | Jakob von Nordenflycht                         | preußischer Beamter und Regierungspräsident vom Regierungsbezirk Marienwerder (1830–1850) | 69    |       |
| 23. April | Joseph Anton Salzmann                          | Bischof im Basel                                                                          | 73    |       |
| 24. April | Gabriele Rossetti                              | italienischer Dichter und Gelehrter                                                       | 71    |       |
| 25. April | Ernst Friedrich Fabian von Saucken-Tarputschen | deutscher Gutsbesitzer und Politiker                                                      | 62    |       |
| 25. April | Jonathan Sloane                                | US-amerikanischer Politiker                                                               | 68    |       |
| 27. April | Hermann Abeken                                 | deutscher Autor und Politiker                                                             | 33    |       |
| 27. April | Fanny Hünerwadel                               | Schweizer Komponistin                                                                     | 28    |       |
| 28. April | Henry William Paget, 1. Marquess of Anglesey   | britischer General und Staatsmann                                                         | 85    |       |
| 28. April | Nathaniel Wallich                              | dänischer Botaniker                                                                       | 68    |       |
| 30. April | Fürchtegott Christian Fulda                    | deutscher evangelischer Theologe und Pfarrer                                              | 85    |       |
| 30. April | Juan Antonio Martínez                          | guatemaltekischer Präsident                                                               |       |       |
| 30. April | Josef Scherer                                  | Schweizer Mediziner und Politiker                                                         | 62    |       |
| April     | Albert Guillon                                 | französischer Komponist                                                                   |       |       |
| April     | Bernhard Mortier                               | Theaterschauspieler, Komiker und Sänger (Bass)                                            |       |       |
| April     | Roger Tichborne                                | britischer Gentleman                                                                      | 25    |       |

## Mai
| Tag     | Name                                          | Beruf, bekannt als                                                                | Alter | Beleg |
| ------- | --------------------------------------------- | --------------------------------------------------------------------------------- | ----- | ----- |
| 1. Mai  | Jean Coralli                                  | französischer Tänzer und Ballettmeister                                           | 75    |       |
| 1. Mai  | Richard French                                | US-amerikanischer Rechtsanwalt und Politiker                                      | 61    |       |
| 1. Mai  | Louis Christoph Friedrich Heinrich von Kleist | deutsch-baltischer Grundbesitzer und russischer Offizier in den Koalitionskriegen | 63    |       |
| 1. Mai  | Niklaus Pfluger                               | Schweizer Politiker                                                               | 55    |       |
| 1. Mai  | Josef Pichler                                 | Jäger und Bergführer                                                              |       |       |
| 2. Mai  | Sulpiz Boisserée                              | deutscher Gemäldesammler, Architektur- und Kunsthistoriker                        | 70    |       |
| 2. Mai  | Franz Xaver Luschin                           | österreichischer Geistlicher und Bischof                                          | 72    |       |
| 2. Mai  | Julius Constantijn Rijk                       | Gouverneur von Suriname                                                           | 67    |       |
| 4. Mai  | Franz Anton Mayer                             | deutscher Pfarrer, Heimatforscher und Archäologe                                  | 80    |       |
| 4. Mai  | Johann Josef Regenbrecht                      | deutscher Philosoph und katholischer Theologe                                     | 56    |       |
| 7. Mai  | Franz-Joseph Zumloh                           | deutscher Tuchhändler, Stifter eines Hospitals                                    | 90    |       |
| 8. Mai  | Robert Barclay Allardice                      | schottischer Vertreter des Pedetriantismus                                        | 74    |       |
| 8. Mai  | Isaac E. Crary                                | US-amerikanischer Politiker                                                       | 49    |       |
| 8. Mai  | Lucie von Hardenberg                          | deutsche Gartengestalterin                                                        | 78    |       |
| 8. Mai  | Marie Cäcilie Heine                           | deutsche Bäuerin und Liedgutbewahrerin                                            | 76    |       |
| 9. Mai  | Michal Rešetka                                | slowakischer Geistlicher und Verleger                                             | 59    |       |
| 10. Mai | Chesselden Ellis                              | US-amerikanischer Jurist und Politiker                                            |       |       |
| 11. Mai | Ignaz Jacob Heger                             | österreichischer Stenograph                                                       | 45    |       |
| 11. Mai | Sara Levy                                     | deutsche Cembalistin                                                              | 92    |       |
| 12. Mai | Melchior Berri                                | schweizerischer Architekt                                                         | 52    |       |
| 12. Mai | Michail Alexandrowitsch Fonwisin              | russischer Generalmajor, Saint-Simonist, Schriftsteller und Dekabrist             | 66    |       |
| 12. Mai | Luigi Lambruschini                            | italienischer Geistlicher, Kardinal und Staatssekretär Papst Gregor XVI.          | 77    |       |
| 14. Mai | Sophie de Marbois-Lebrun                      | französische Philhellenin                                                         | 69    |       |
| 14. Mai | Louise Methfessel                             | deutsche Opernsängerin (Sopran)                                                   |       |       |
| 14. Mai | Friederike von Reden                          | Gattin des preußischen Ministers Friedrich Wilhelm von Reden                      | 80    |       |
| 17. Mai | Johann Georg Straub                           | deutscher Geigenbauer und Geiger                                                  | 56    |       |
| 18. Mai | Ernst von Bodelschwingh der Ältere            | preußischer Staatsminister                                                        | 59    |       |
| 18. Mai | Henry Lemoine                                 | französischer Musikverleger, Musikpädagoge und Komponist                          | 67    |       |
| 18. Mai | Edward Wakefield                              | englischer Farmer, zeitweise Reformer, politischer Autor und Grundstücksmakler    | 79    |       |
| 19. Mai | Wilhelm Hey                                   | deutscher Fabel- und Liederdichter                                                | 65    |       |
| 20. Mai | Karl Ludwig von Haller                        | Schweizer Staatsrechtler                                                          | 85    |       |
| 21. Mai | Bernhard von Lindenau                         | deutscher Astronom; sächsischer Regierungschef (1830–1843); Kunstsammler          | 74    |       |
| 22. Mai | Franz Ditt                                    | deutscher Sänger (Tenor)                                                          | 40    |       |
| 22. Mai | Michael Schnetter                             | deutscher katholischer Priester des Bistums Speyer und Domkapitular in Mainz      | 65    |       |
| 23. Mai | Peter Heinrich Happel                         | deutscher Maler                                                                   | 41    |       |
| 24. Mai | Christian Bauer                               | deutscher lutherischer Theologe, Konsistorialrat und Generalsuperintendent        | 67    |       |
| 24. Mai | Johann Georg Gmelin                           | deutscher Maler                                                                   | 44    |       |
| 24. Mai | Bernhard Matter                               | Schweizer Dieb und Einbrecher aus dem Kanton Aargau                               | 33    |       |
| 25. Mai | Jean Folly                                    | Schweizer Politiker und Staatsrat des Kantons Freiburg                            | 43    |       |
| 26. Mai | John Clunies-Ross                             | schottischer Schiffskapitän und König der Kokosinseln                             |       |       |
| 28. Mai | Martin Kreutzhuber                            | bayerischer Handwerksmeister                                                      | 78    |       |
| 31. Mai | Vatroslav Lisinski                            | kroatischer Komponist                                                             |       |       |

## Juni
| Tag      | Name                                  | Beruf, bekannt als                                                                         | Alter | Beleg |
| -------- | ------------------------------------- | ------------------------------------------------------------------------------------------ | ----- | ----- |
| 1. Juni  | Richard C. Byrd                       | US-amerikanischer Politiker                                                                |       |       |
| 1. Juni  | Josef Esch                            | deutscher Architekt                                                                        |       |       |
| 1. Juni  | Theodor von Mohr                      | Schweizer Historiker, Anwalt und Politiker                                                 | 60    |       |
| 1. Juni  | Vincenz Schrott                       | österreichischer Richter und Politiker                                                     | 60    |       |
| 1. Juni  | Josipina Toman                        | slowenische Schriftstellerin                                                               | 20    |       |
| 5. Juni  | Pierre-Jacques-René Denne-Baron       | französischer Schriftsteller                                                               | 73    |       |
| 5. Juni  | Gustav Wilhelm Kisker                 | preußischer Jurist und Politiker                                                           | 50    |       |
| 5. Juni  | John F. Snodgrass                     | US-amerikanischer Politiker                                                                | 50    |       |
| 6. Juni  | John Speed Smith                      | US-amerikanischer Politiker                                                                | 61    |       |
| 7. Juni  | Charles Baudin                        | französischer Admiral                                                                      |       |       |
| 7. Juni  | Wilhelm von Zastrow (General, 1769)   | preußischer Generalmajor                                                                   | 84    |       |
| 10. Juni | Emilie Müller                         | deutsche Theaterschauspielerin                                                             | 22    |       |
| 12. Juni | Auguste von Anhalt-Dessau             | Fürstin von Schwarzburg-Rudolstadt                                                         | 60    |       |
| 12. Juni | James P. Heath                        | US-amerikanischer Politiker                                                                | 76    |       |
| 13. Juni | Rosina Regina Ahles                   | deutsche Schauspielerin                                                                    | 54    |       |
| 13. Juni | Wilhelm von Scharnhorst               | preußischer General der Infanterie                                                         | 68    |       |
| 15. Juni | Georges Bousquet                      | französischer Komponist, Dirigent und Musikkritiker                                        | 36    |       |
| 15. Juni | Raffaele Fornari                      | italienischer Geistlicher, Kurienkardinal                                                  | 67    |       |
| 15. Juni | Friedrich Lindemann                   | deutscher Altphilologe und Gymnasiallehrer                                                 | 62    |       |
| 17. Juni | James Allison junior                  | US-amerikanischer Politiker                                                                | 81    |       |
| 17. Juni | Ferdinand Braun                       | französischer Dichter, Schriftsteller, Musikrezensent und Lehrer der deutschen Sprache     | 42    |       |
| 17. Juni | Friedrich Ernst Ludwig von Fischer    | deutsch-holländischer Botaniker                                                            | 72    |       |
| 17. Juni | Friedrich Gottschalck                 | deutscher Sagensammler, Bibliothekar und Herausgeber                                       | 81    |       |
| 17. Juni | Henriette Sontag                      | deutsche Opernsängerin                                                                     | 48    |       |
| 19. Juni | Heinrich LXII.                        | Fürst von Reuß-Schleiz und Fürst von Reuß jüngere Linie                                    | 69    |       |
| 20. Juni | Karoline von Hessen-Homburg           | Regentin des Fürstentums Schwarzburg-Rudolstadt                                            | 82    |       |
| 20. Juni | Karl Friedrich von Mecklenburg        | deutscher Offizier, Spekulant und Kunstsammler                                             | 69    |       |
| 22. Juni | Joseph Sales Miltenberger             | deutscher katholischer Priester, Domkapitular, Dompropst und Generalvikar im Bistum Speyer | 77    |       |
| 27. Juni | Amalie Beer                           | deutsch-jüdische Salonnière                                                                | 87    |       |
| 29. Juni | Franchino Rusca                       | Schweizer Offizier, Politiker und Tessiner Staatsrat                                       | 68    |       |
| 29. Juni | Friedrich Christian Ludwig von Zieten | preußischer Rittmeister, Landrat und Domherr                                               | 88    |       |

## Juli
| Tag      | Name                                 | Beruf, bekannt als                                                                                                   | Alter | Beleg |
| -------- | ------------------------------------ | --- | ----- | ----- |
| 4. Juli  | Karl Friedrich Eichhorn              | deutscher Jurist und Hochschullehrer                                                                                 | 72    |       |
| 4. Juli  | Friedrich Gotthelf Kummer            | sächsischer Münzmeister                                                                                              | 72    |       |
| 5. Juli  | Friedrich Happel                     | deutscher Maler | 29    |       |
| 5. Juli  | Desiré-Raoul Rochette                | französischer Archäologe                                                                                             | 65    |       |
| 5. Juli  | Ludwig Snell                         | liberaler Schweizer Publizist und Politiker                                                                          | 69    |       |
| 5. Juli  | Émile Souvestre                      | französischer Roman- und Bühnendichter                                                                               | 48    |       |
| 6. Juli  | August Borsig                        | deutscher Unternehmer und Gründer der Borsig-Werke                                                                   | 50    |       |
| 6. Juli  | Georg Simon Ohm                      | deutscher Physiker                                                                                                   | 65    |       |
| 6. Juli  | Johann Baptist Scholl d. Ä.          | deutscher Bildhauer, Zeichner und Maler                                                                              | 70    |       |
| 8. Juli  | Johann Karl Ludwig Gieseler          | lutherischer Theologie, Kirchenhistoriker                                                                            | 62    |       |
| 8. Juli  | Katharina Lanz                       | Tiroler Freiheitskämpferin                                                                                           | 82    |       |
| 8. Juli  | Emmanuel Pons Dieudonné de Las Cases | französischer Politiker                                                                                              | 54    |       |
| 10. Juli | Franz Joseph von Dietrichstein       | österreichischer Generalmajor, Fürst von Dietrichstein zu Nikolsburg, Graf von Proskau-Leslie                        |       |       |
| 10. Juli | Konrad von Orelli                    | Schweizer Romanist und Mediävist                                                                                     | 65    |       |
| 12. Juli | Wilhelm Ludwig Friedrich Mögling     | württembergischer Gymnasiallehrer und evangelischer Pfarrer                                                          | 65    |       |
| 13. Juli | Abbas I.                             | Wali von Ägypten | 41    |       |
| 13. Juli | Johann Christian August Clarus       | deutscher Mediziner                                                                                                  | 79    |       |
| 13. Juli | Friedrich Wilhelm Hoeninghaus        | deutscher Unternehmer, Naturforscher und Fossiliensammler                                                            | 83    |       |
| 13. Juli | Johannes Kehrli                      | Schweizer Lehrer, Musiker und Touristiker                                                                            |       |       |
| 13. Juli | Martha Parke Custis Peter            | Enkelin von Martha und George Washington                                                                             | 76    |       |
| 14. Juli | Louis Pierre Martin Norblin          | französischer Violoncellist und Musikpädagoge                                                                        | 72    |       |
| 14. Juli | Raimund Pacht                        | baltischer Paläontologe                                                                                              | 31    |       |
| 14. Juli | David Spleiss                        | Schweizer evangelischer Geistlicher                                                                                  | 68    |       |
| 14. Juli | Carl Walter                          | deutscher evangelisch-lutherischer Geistlicher und Oberhofprediger in Schwerin                                       | 64    |       |
| 15. Juli | Cuthbert Grant                       | kanadischer Métis-Führer                                                                                             |       |       |
| 15. Juli | Franciszek Lewiński                  | polnischer Geistlicher und katholischer Bischof                                                                      | 70    |       |
| 15. Juli | George W. Towns                      | US-amerikanischer Politiker                                                                                          | 53    |       |
| 16. Juli | Édouard-Raymond Fabre                | kanadischer Politiker und Buchhändler                                                                                | 54    |       |
| 17. Juli | Karl                                 | Landgraf von Hessen-Philippsthal-Barchfeld                                                                           | 70    |       |
| 17. Juli | Ludwig Nonne                         | deutscher Pädagoge, Generalsuperintendent sowie Leiter und Reformator des Schulwesens im Herzogtum Sachsen-Meiningen | 68    |       |
| 17. Juli | George Corbin Washington             | US-amerikanischer Politiker                                                                                          | 64    |       |
| 19. Juli | Ludwig von Gemmingen                 | württembergischer Kammerherr und Regierungsdirektor des Schwarzwaldkreises                                           | 77    |       |
| 19. Juli | Luise von Baden                      | badische Prinzessin                                                                                                  | 43    |       |
| 19. Juli | Christian Friedrich Meinhold         | deutscher Rittergutsbesitzer und Politiker, Abgeordneter des Sächsischen Landtags                                    | 66    |       |
| 20. Juli | Friedrich von Aschoff                | preußischer Generalmajor                                                                                             | 65    |       |
| 24. Juli | Jonathan Roberts                     | US-amerikanischer Politiker                                                                                          | 82    |       |
| 24. Juli | John R. Thurman                      | US-amerikanischer Politiker                                                                                          | 39    |       |
| 25. Juli | Johann Samuel Eduard d’Alton         | deutscher Anatom | 51    |       |
| 25. Juli | Karl Wilhelm Eugen von Freydorf      | badischer Offizier und Kriegsminister                                                                                | 73    |       |
| 25. Juli | Francisco Gómez y Argüelles          | Präsident von Honduras                                                                                               |       |       |
| 26. Juli | George Brettingham Sowerby I         | britischer Malakologe                                                                                                | 65    |       |
| 27. Juli | Georg Sprecher                       | Schweizer reformierter Geistlicher                                                                                   | 41    |       |
| 28. Juli | Ludwig von Pfeiffer                  | württembergischer Oberamtmann                                                                                        | 64    |       |
| 29. Juli | Leopold Knebel                       | deutscher Maler |       |       |
| 30. Juli | Heinrich Diestel                     | deutscher lutherischer Geistlicher und Theologe                                                                      | 69    |       |
| 30. Juli | Paolo Toschi                         | italienischer Kupferstecher                                                                                          | 66    |       |

## August
| Tag        | Name                                | Beruf, bekannt als                                                                               | Alter | Beleg |
| ---------- | ----------------------------------- | ------------------------------------------------------------------------------------------------ | ----- | ----- |
| 1. August  | Karl Jahn                           | Schweizer Klassischer Philologe                                                                  | 77    |       |
| 2. August  | Robert Brauner                      | deutscher Theologe                                                                               | 37    |       |
| 2. August  | Heinrich Clauren                    | deutscher Schriftsteller                                                                         | 83    |       |
| 5. August  | Jakob Bauer                         | Bürgermeister                                                                                    | 66    |       |
| 6. August  | Alexis de Garaudé                   | französischer Komponist                                                                          | 32    |       |
| 7. August  | Gottlieb Wieninger                  | bayerischer Bierbrauer, Gastronom und Politiker                                                  | 73    |       |
| 8. August  | Zénaïde Laetitia Julie Bonaparte    | Prinzessin von Canino und Musignano                                                              | 53    |       |
| 8. August  | Thomas Crofton Croker               | irischer Altertumsforscher                                                                       | 56    |       |
| 8. August  | Juliette Dillon                     | französische Pianistin, Klavierimprovisatorin, Organistin, Komponistin und Musikschriftstellerin | 30    |       |
| 9. August  | Friedrich August II.                | König von Sachsen (1836–1854)                                                                    | 57    |       |
| 9. August  | Benedikt Kühn                       | badischer Generalmajor                                                                           | 77    |       |
| 11. August | Macedonio Melloni                   | italienischer Physiker                                                                           | 56    |       |
| 11. August | Joseph Schlagintweit                | deutscher Augenarzt                                                                              | 61    |       |
| 12. August | Gaston de Raousset-Boulbon          | französischer Abenteurer und Filibuster                                                          | 36    |       |
| 12. August | Clarissa Peters Russell             | US-amerikanische Miniaturmalerin                                                                 | 45    |       |
| 14. August | Carl Carl                           | österreichischer Schauspieler und Theaterdirektor                                                | 66    |       |
| 14. August | Solomon W. Downs                    | US-amerikanischer Politiker                                                                      |       |       |
| 14. August | Fernando Estévez                    | spanischer Bildhauer                                                                             | 66    |       |
| 15. August | Thomas Chilton                      | US-amerikanischer Politiker                                                                      | 56    |       |
| 16. August | Moissei Iwanowitsch Karpenko        | russischer Generalleutnant                                                                       | 78    |       |
| 16. August | Miles Stapleton, 8. Baron Beaumont  | britischer Peer und Politiker                                                                    | 49    |       |
| 18. August | Conquering Bear                     | Indianer                                                                                         |       |       |
| 20. August | Karl Ludwig Drobisch                | deutscher Komponist                                                                              | 50    |       |
| 20. August | Iwan Osarkewytsch (Kulturaktivist)  | ukrainischer Priester, Autor, Kultur- und Bildungsaktivist                                       |       |       |
| 20. August | Henri Joseph Paixhans               | französischer General und Ingenieur                                                              | 71    |       |
| 20. August | Dietrich Carl Piderit               | deutscher Beamter und Politiker im Fürstentum Lippe                                              | 64    |       |
| 20. August | Friedrich Wilhelm Joseph Schelling  | deutscher Philosoph                                                                              | 79    |       |
| 21. August | August Ferdinand Anacker            | deutscher Komponist                                                                              | 63    |       |
| 21. August | Thomas Clayton                      | US-amerikanischer Politiker (Föderalistische Partei)                                             | 77    |       |
| 21. August | Daniel Elliott Huger                | US-amerikanischer Politiker                                                                      | 75    |       |
| 21. August | Sophie Auguste Tilebein             | deutsche Malerin und Grafikerin, Organisatorin des kulturellen Lebens in Stettin                 | 82    |       |
| 23. August | Carl Georg Friedrich von Rechenberg | deutscher Regierungsrat                                                                          | 68    |       |
| 25. August | Friedrich Grach                     | deutscher Offizier in der türkischen Armee                                                       |       |       |
| 25. August | Thomas Rice                         | US-amerikanischer Politiker                                                                      | 86    |       |
| 26. August | Christian Samuel Theodor Bernd      | deutscher Sprachwissenschaftler, Diplomatiker, Spgragister und Heraldiker                        | 79    |       |
| 26. August | Ludwig Karl Georg von Ompteda       | deutscher Diplomat                                                                               | 86    |       |
| 28. August | Simon von Eichthal                  | bayerischer Hofbankier, königlich griechischer Staatsrat                                         | 67    |       |
| 28. August | Albert Sprengel                     | deutscher Jurist, Mitglied der Frankfurter Nationalversammlung                                   | 43    |       |
| 28. August | Joaquina von Vedruna                | spanische Ordensgründerin und Heilige der katholischen Kirche                                    | 71    |       |
| 29. August | John Black                          | US-amerikanischer Jurist und Politiker                                                           |       |       |
| 29. August | Gottlob Regis                       | deutscher Dichter und Übersetzer                                                                 | 63    |       |
| 29. August | Friedrich Unzelmann                 | deutscher Xylograph                                                                              | 56    |       |
| 29. August | Maximilian von Wimpffen             | österreichischer Feldmarschall                                                                   | 84    |       |
| 30. August | Franz Anton Egells                  | deutscher Unternehmer                                                                            | 66    |       |
| 31. August | Pio Bighi                           | italienischer Kurienerzbischof                                                                   | 73    |       |
| 31. August | Philip Barker Webb                  | englischer Botaniker                                                                             | 61    |       |

## September
| Tag           | Name                                         | Beruf, bekannt als                                                       | Alter | Beleg |
| ------------- | -------------------------------------------- | ------------------------------------------------------------------------ | ----- | ----- |
| 2. September  | Pierre Alphonse Laurent                      | französischer Mathematiker                                               | 41    |       |
| 2. September  | Obadiah Titus                                | US-amerikanischer Jurist und Politiker                                   | 65    |       |
| 3. September  | Christoph von Schmid                         | deutscher Jugendbuchautor und katholischer Priester                      | 86    |       |
| 3. September  | Jakub Tatarkiewicz                           | Warschauer Bildhauer                                                     | 56    |       |
| 4. September  | José Francisco Barrundia y Cepeda            | zentralamerikanischer Präsident                                          |       |       |
| 4. September  | Carl Heinrich Schnauffer                     | deutscher Dichter und Revolutionär                                       | 31    |       |
| 4. September  | Heinrich Wilhelm Ferdinand Wackenroder       | deutscher Chemiker und Pharmazeut                                        | 56    |       |
| 4. September  | Friedrich Wolff                              | Landtagsabgeordneter Großherzogtum Hessen                                | 62    |       |
| 5. September  | Eduard Gottlieb Kulenkamp                    | deutscher Kaufmann, Politiker und Konsul                                 | 58    |       |
| 6. September  | Ephraim Hubbard Foster                       | US-amerikanischer Politiker                                              | 59    |       |
| 7. September  | Jacques-François Ancelot                     | französischer Autor                                                      | 60    |       |
| 8. September  | Lüder Arenhold                               | deutscher Verwaltungsjurist                                              |       |       |
| 8. September  | Angelo Mai                                   | italienischer Kardinal und Philologe                                     | 72    |       |
| 8. September  | Elijah Williams                              | englischer Schachspieler                                                 |       |       |
| 9. September  | Joseph von Fuchsius                          | deutscher Lokalpolitiker; Oberbürgermeister von Düsseldorf               |       |       |
| 11. September | Gottlieb Wilhelm Bischoff                    | deutscher Botaniker und Hochschulprofessor                               | 57    |       |
| 11. September | George Kremer                                | US-amerikanischer Politiker                                              | 78    |       |
| 11. September | Johann August Nebe                           | deutscher Generalsuperintendent                                          | 79    |       |
| 12. September | Charles François Brisseau de Mirbel          | französischer Botaniker                                                  | 78    |       |
| 13. September | Friedrich Brandis                            | deutscher lutherischer Theologe                                          | 78    |       |
| 14. September | Henriette Rettich                            | böhmisch-deutsche Koloratursopranistin                                   | 41    |       |
| 14. September | Gedeone Vettorazzi                           | Tiroler Jurist und Politiker                                             | 45    |       |
| 14. September | Valerio Villareale                           | italienischer Bildhauer                                                  |       |       |
| 15. September | Franz Ludwig von Bigot de Saint-Quentin      | österreichischer Offizier                                                | 79    |       |
| 15. September | Josef Anselm Pangkofer                       | deutscher Mundartdichter                                                 | 50    |       |
| 18. September | Louis-Pierre-Marie-François Baour-Lormian    | französischer Dichter                                                    | 84    |       |
| 18. September | Andrzej Gołoński                             | polnischer Architekt                                                     | 54    |       |
| 18. September | William Plumer junior                        | US-amerikanischer Politiker                                              | 65    |       |
| 18. September | John W. Taylor                               | US-amerikanischer Politiker, Sprecher des Repräsentantenhauses           | 70    |       |
| 19. September | George Arthur                                | Gouverneur in Britisch Honduras, Tasmanien, Oberkanada und Bombay        | 70    |       |
| 19. September | Friedrich von Boyneburgk                     | deutscher Komponist und Klarinettist sowie Kammerherr                    | 75    |       |
| 19. September | Joseph Ennemoser                             | Arzt und medizinisch-philosophischer Schriftsteller                      | 66    |       |
| 19. September | August Nicolaus Herrmannsen                  | deutscher Arzt und Malakologe                                            | 47    |       |
| 20. September | Francis Xavier Gartland                      | irisch-amerikanischer Geistlicher, Bischof von Savannah                  | 46    |       |
| 21. September | Pedro José Antonio Molina Mazariegos         | guatemaltekischer Staatschef                                             | 77    |       |
| 23. September | Nicolaus Adolf Westphalen                    | deutscher Jurist                                                         | 61    |       |
| 24. September | Franz Xaver Schwanthaler                     | Bildhauer und Zeichner                                                   | 54    |       |
| 24. September | Joseph Anton Seyler                          | österreichischer Kapellmeister und Komponist                             | 76    |       |
| 25. September | John Adams                                   | US-amerikanischer Jurist und Politiker                                   | 76    |       |
| 25. September | Hugh A. Haralson                             | US-amerikanischer Politiker                                              | 48    |       |
| 26. September | Edward Cross                                 | britischer Menageriebesitzer und Zoodirektor                             |       |       |
| 26. September | Thomas Denman, 1. Baron Denman               | britischer Politiker, Richter und Anwalt                                 | 75    |       |
| 26. September | William Edwards Staite                       | englischer Erfinder                                                      | 45    |       |
| 26. September | Eduard Christian Trapp                       | deutscher Mediziner, gilt als Gründer des Heilbades Homburg vor der Höhe | 49    |       |
| 26. September | Wilhelm Malte I.                             | Fürst auf Rügen, schwedischer Gouverneur in Pommern                      | 71    |       |
| 27. September | Frederick Catherwood                         | britischer Architekt, Maler, Archäologe und Forschungsreisender          | 55    |       |
| 27. September | Presley Ewing                                | US-amerikanischer Politiker                                              | 32    |       |
| 27. September | Peter Skene Ogden                            | kanadischer Trapper und Forschungsreisender                              |       |       |
| 29. September | Joseph Webber Jackson                        | US-amerikanischer Politiker und Jurist                                   | 57    |       |
| 29. September | Armand-Jacques-Achille Leroy de Saint-Arnaud | französischer General und Staatsmann, Marschall von Frankreich           | 58    |       |
| 30. September | Józef Chłopicki                              | polnischer Militär, General                                              | 83    |       |

## Oktober
| Tag         | Name                                         | Beruf, bekannt als                                                                                             | Alter | Beleg |
| ----------- | -------------------------------------------- | --- | ----- | ----- |
| 2. Oktober  | Gottlieb Rau                                 | deutscher Industrieller, Publizist, Politiker und republikanischer Agitator in der deutschen Revolution (1848) | 38    |       |
| 3. Oktober  | Anton von Grafenstein                        | Postmeister, Initiator zur Gründung des „Vereins zur Rettung der Altenburg“                                    | 74    |       |
| 4. Oktober  | András Bartay                                | ungarischer Komponist                                                                                          | 55    |       |
| 4. Oktober  | Karl Edmund Joseph Oppenhoff                 | Oberbürgermeister von Bonn                                                                                     | 47    |       |
| 7. Oktober  | Carl Philipp Kunhardt                        | deutscher Kaufmann, Offizier und Oberalter                                                                     | 71    |       |
| 8. Oktober  | Karl Gottfried Wilhelm Theile                | evangelischer Theologe und Hochschulprofessor                                                                  | 55    |       |
| 8. Oktober  | Gideon Tomlinson                             | US-amerikanischer Politiker                                                                                    | 73    |       |
| 9. Oktober  | Carl Gustaf Mannerheim                       | finnischer Politiker und Entomologe                                                                            | 57    |       |
| 10. Oktober | Friedrich Dorguth                            | deutscher Jurist und Philosoph                                                                                 | 77    |       |
| 10. Oktober | Gordon Drummond                              | britischer General                                                                                             | 82    |       |
| 10. Oktober | John Augustus Lloyd                          | britischer Botschafter                                                                                         | 54    |       |
| 13. Oktober | James W. Stone                               | US-amerikanischer Politiker                                                                                    |       |       |
| 14. Oktober | Jekaterina Iwanowna Trubezkaja               | Fürstin, Ehefrau des Dekabristen Fürst Sergei Petrowitsch Trubezkoi                                            | 53    |       |
| 15. Oktober | Christian Karl Füeßlin                       | Oberbürgermeister von Karlsruhe                                                                                | 70    |       |
| 15. Oktober | Jared Perkins                                | US-amerikanischer Politiker                                                                                    | 61    |       |
| 16. Oktober | François Gabriel Théodore Basset de Jolimont | französischer Kunstschriftsteller, Aquarellist, Paläograph, Zeichner                                           | 66    |       |
| 16. Oktober | Hermann Paldamus                             | deutscher Philologe und Pädagoge                                                                               | 49    |       |
| 16. Oktober | Goswin de Stassart                           | niederländisch-belgischer Politiker                                                                            | 74    |       |
| 17. Oktober | Johann Friedrich Ludwig Günther              | deutscher Rechtswissenschaftler, Richter und Hochschullehrer sowie Politiker                                   | 81    |       |
| 17. Oktober | Wladimir Alexejewitsch Kornilow              | russischer Vizeadmiral und Held des Krimkrieges                                                                | 48    |       |
| 18. Oktober | Francis Burt                                 | US-amerikanischer Politiker                                                                                    | 47    |       |
| 18. Oktober | Leonard Jarvis                               | US-amerikanischer Politiker                                                                                    | 72    |       |
| 20. Oktober | Semjon Semjonowitsch Masaraki                | russischer Generalleutnant der Artillerie und Waffenfabrikant                                                  | 67    |       |
| 21. Oktober | Maria Anna Czartoryska                       | polnische Adlige und Schriftstellerin                                                                          | 86    |       |
| 22. Oktober | Karl Egon II. zu Fürstenberg                 | Politiker | 57    |       |
| 22. Oktober | Jeremias Gotthelf                            | Schweizer Schriftsteller und Pfarrer                                                                           | 57    |       |
| 22. Oktober | Eduard Melly                                 | österreichischer Kunsthistoriker und Politiker                                                                 | 40    |       |
| 23. Oktober | W. W. Farmer                                 | US-amerikanischer Politiker                                                                                    | 41    |       |
| 23. Oktober | Joseph Morris                                | US-amerikanischer Politiker                                                                                    | 59    |       |
| 23. Oktober | Johann Georg Taberger                        | deutscher Zinngießer-Meister und Unternehmer und Maler                                                         |       |       |
| 24. Oktober | Georg Edler von Silberhorn                   | deutscher Jurist                                                                                               | 72    |       |
| 25. Oktober | Louis Edward Nolan                           | britischer Offizier, Teilnehmer der Attacke der Leichten Brigade in der Schlacht von Balaklawa                 | 36    |       |
| 26. Oktober | Andreas Reichenberger                        | österreichischer katholischer Theologe                                                                         | 83    |       |
| 26. Oktober | Friedrich Eduard von Rheineck                | preußischer Reiteroffizier, griechischer Offizier                                                              | 57    |       |
| 26. Oktober | Karl von Spaur                               | deutscher Diplomat in bayerischen Diensten                                                                     | 60    |       |
| 26. Oktober | Therese von Sachsen-Hildburghausen           | Königin von Bayern                                                                                             | 62    |       |
| 27. Oktober | Peter Wilhelm Behrends                       | deutscher evangelischer Pfarrer, Kirchen- und Lokalhistoriker                                                  | 81    |       |
| 27. Oktober | Golding Bird                                 | englischer praktischer Arzt                                                                                    |       |       |
| 27. Oktober | Josiah Butler                                | US-amerikanischer Politiker                                                                                    | 74    |       |
| 27. Oktober | Josef Sigmund Ebersberg                      | österreichischer Autor und Journalist                                                                          | 55    |       |
| 27. Oktober | Wilhelm Ross                                 | evangelischer Theologe                                                                                         | 82    |       |
| 27. Oktober | Johann Heinrich Zulauf                       | Landtagsabgeordneter Großherzogtum Hessen                                                                      | 75    |       |
| 28. Oktober | Otto Abel                                    | deutscher Historiker                                                                                           | 30    |       |
| 28. Oktober | Johann Joseph von Prechtl                    | österreichischer Technologe deutscher Herkunft                                                                 | 75    |       |
| 29. Oktober | Paul Wilhelm Eduard Sprenger                 | österreichischer Architekt                                                                                     | 56    |       |
| 30. Oktober | Martin von Deutinger                         | katholischer Geistlicher und bayerischer Historiker                                                            | 64    |       |
| 30. Oktober | Ferdinand Sauter                             | österreichischer Dichter                                                                                       | 50    |       |
| 30. Oktober | Georg Ludwig Dörell                          | deutscher Bergmeister, Erfinder der Fahrkunst                                                                  | 60    |       |
| 31. Oktober | Christian Ludwig Stieglitz                   | deutscher Jurist und Historiker                                                                                | 51    |       |

## November
| Tag          | Name                                   | Beruf, bekannt als                                                                             | Alter | Beleg |
| ------------ | -------------------------------------- | ---------------------------------------------------------------------------------------------- | ----- | ----- |
| 1. November  | Johann Matthias Ranftl                 | österreichischer Maler                                                                         | 50    |       |
| 2. November  | Anton Pann                             | rumänischsprachiger Lyriker, Komponist und Musikwissenschaftler                                |       |       |
| 2. November  | Joseph von Xylander                    | königlich bayerischer Generalmajor und Diplomat                                                | 60    |       |
| 4. November  | Phokion Heinrich Clias                 | Schweizer Turner                                                                               |       |       |
| 4. November  | August Rublack                         | deutscher Bühnenschriftsteller und Arzt                                                        | 67    |       |
| 4. November  | Wilhelm von Werder                     | preußischer Generalleutnant und Kommandant von Stralsund                                       | 67    |       |
| 5. November  | George Cathcart                        | britischer General                                                                             | 60    |       |
| 6. November  | Piet Potgieter                         | Voortrekker-Anführer                                                                           | 31    |       |
| 7. November  | Peter von Nobile                       | österreichischer Architekt und Hofbaumeister                                                   | 80    |       |
| 7. November  | Carl von Wegnern                       | Staatskanzler des Königreichs Preußen                                                          | 77    |       |
| 9. November  | Elizabeth Schuyler Hamilton            | US-amerikanische Philanthropin                                                                 | 97    |       |
| 9. November  | William Starr Miller I.                | US-amerikanischer Politiker                                                                    | 61    |       |
| 10. November | Christian Gottlob Wilke                | deutscher Theologe                                                                             | 66    |       |
| 11. November | Karl Wilhelm Gottlieb von Köstlin      | deutscher evangelischer Theologe und Ephorus                                                   | 69    |       |
| 12. November | Friedrich August Peter von Colomb      | preußischer Offizier, zuletzt General der Kavallerie                                           | 79    |       |
| 12. November | Charles Kemble                         | englischer Schauspieler                                                                        | 78    |       |
| 12. November | Jens Vahl                              | dänischer Botaniker und Polarforscher                                                          | 57    |       |
| 13. November | William Henry Bartlett                 | britischer Stahlstecher                                                                        | 45    |       |
| 13. November | Louis-Clair Beaupoil de Sainte-Aulaire | französischer Diplomat und Neuzeithistoriker                                                   | 76    |       |
| 13. November | Ferdinand von Parseval                 | bayerischer Generalmajor                                                                       | 63    |       |
| 14. November | John James Chalon                      | Schweizer Landschafts- und Genremaler sowie Lithograf                                          | 76    |       |
| 14. November | Otto Kohlrausch                        | Arzt                                                                                           | 43    |       |
| 16. November | Amalie von Gölnitz                     | Deutsche Vogtin, die minderjährig mit einem 20 Jahre älteren Grafen verheiratet wurde          | 74    |       |
| 16. November | Marcellin de Marbot                    | französischer General                                                                          | 72    |       |
| 16. November | Juan Mora Fernández                    | Präsident Costa Ricas                                                                          | 70    |       |
| 16. November | Friedrich Panzer                       | bayerischer Sagenforscher                                                                      | 60    |       |
| 17. November | Dudley Coutts Stuart                   | britischer Politiker, Mitglied des House of Commons                                            | 51    |       |
| 18. November | Edward Forbes                          | britischer Naturforscher                                                                       | 39    |       |
| 18. November | Elise Lensing                          | deutsche Gönnerin und Geliebte Friedrich Hebbels                                               | 50    |       |
| 18. November | George William Manby                   | englischer Erfinder                                                                            | 88    |       |
| 18. November | Alberich Zwyssig                       | Schweizer Zisterzienser und Komponist                                                          | 46    |       |
| 19. November | Ludovica des Bordes                    | deutsche Mäzenatin und Autorin                                                                 | 67    |       |
| 19. November | Johann Heinrich Justus Vollmöller      | deutscher Prinzenerzieher, Pfarrer, Sprachtalent und Mitglied des Seracher Dichterkreises      | 73    |       |
| 20. November | Ferdinand Möllmann                     | deutscher Großhändler und Industrieller                                                        | 63    |       |
| 20. November | Friedrich August von Wickede           | deutscher Verwaltungsjurist, dänischer Etatsrat und Stadthauptmann und Bürgermeister von Mölln | 66    |       |
| 22. November | Johann Christian Degener               | braunschweigischer Amtsrat und Gründer von Degenershausen                                      | 80    |       |
| 22. November | José Joaquín Prieto Vial               | Präsident von Chile (1831–1841)                                                                | 68    |       |
| 24. November | Friedrich Arnold                       | deutscher Architekt, großherzoglich badischer Baubeamter in Karlsruhe                          | 68    |       |
| 24. November | Carl Joseph Begas                      | deutscher Maler                                                                                | 60    |       |
| 26. November | Matthijs Siegenbeek                    | niederländischer reformierter Theologe, Literaturwissenschaftler und Historiker                | 80    |       |
| 27. November | Jacques Arago                          | Schriftsteller und Reisender                                                                   | 64    |       |
| 27. November | Johann Gerhard Ruland                  | deutscher Maler und Lithograf                                                                  | 69    |       |
| 27. November | David Wiethaus                         | deutscher Verwaltungsbeamter                                                                   | 86    |       |
| 29. November | Joaquín de San Martín y Ulloa          | Supremo Director der Provinz El Salvador                                                       |       |       |
| 30. November | Theodor Gilmer                         | Landtagsabgeordneter Großherzogtum Hessen                                                      | 75    |       |
| 30. November | Matthäus Kirchmayer                    | österreichischer Landwirt und Politiker                                                        | 76    |       |

## Dezember
| Tag          | Name                                    | Beruf, bekannt als                                                              | Alter | Beleg |
| ------------ | --------------------------------------- | ------------------------------------------------------------------------------- | ----- | ----- |
| 1. Dezember  | Georg Carl Andreas Wagner               | Königlich Hannoverscher Hof-Schauspieler und -Theater-Inspizient                |       |       |
| 3. Dezember  | Johann Peter Eckermann                  | deutscher Dichter                                                               | 62    |       |
| 3. Dezember  | Heinrich Hüni-Nägeli                    | Schweizer Politiker, Advokat, Lehrer und Unternehmer                            | 64    |       |
| 3. Dezember  | Johann Friedrich Ladomus                | deutscher Mathematiker                                                          | 71    |       |
| 3. Dezember  | Franz Ernst Siemens                     | Herzoglich Braunschweigischer Amtmann, Erfinder und Autor                       | 73    |       |
| 4. Dezember  | José Joaquín Guarín                     | kolumbianischer Komponist                                                       |       |       |
| 7. Dezember  | Heinrich Wieger                         | Landtagsabgeordneter Großherzogtum Hessen                                       | 78    |       |
| 8. Dezember  | John Hastings                           | US-amerikanischer Politiker (Demokratische Partei)                              |       |       |
| 9. Dezember  | Almeida Garrett                         | portugiesischer Romanschriftsteller, Dichter, Dramaturg und Politiker           | 55    |       |
| 10. Dezember | Giuseppe Maria Castellani               | italienischer Kurienbischof                                                     | 56    |       |
| 10. Dezember | Fritz Courvoisier                       | Schweizer Politiker und Uhrenfabrikant                                          | 55    |       |
| 11. Dezember | Johann Baptist Chiari                   | österreichischer Gynäkologe                                                     | 37    |       |
| 11. Dezember | Maria Anna de Loor                      | niederländische Konzertsängerin und Harfenistin                                 | ≈47   |       |
| 12. Dezember | Giovanni Francesco Pressenda            | italienischer Geigenbauer                                                       | 77    |       |
| 13. Dezember | Andreas Buchner                         | deutscher Theologe                                                              | 78    |       |
| 15. Dezember | Simon Königswarter                      | deutscher Bankier und Stifter                                                   | 80    |       |
| 15. Dezember | Léon Faucher                            | französischer Publizist und Staatsmann                                          | 51    |       |
| 15. Dezember | Kamehameha III.                         | König von Hawaii (1825–1854)                                                    | 41    |       |
| 17. Dezember | Friedrich August Gottlob Berndt         | deutscher Mediziner und Hochschullehrer                                         | 61    |       |
| 19. Dezember | Giovanni d’Athanasi                     | griechischer Kunsthändler und Ägyptologe                                        |       |       |
| 20. Dezember | Wilhelm August von Rudloff              | deutscher Jurist, Legationsrat und Generalpostdirektor des Königreichs Hannover | 74    |       |
| 21. Dezember | Johann Albert Dröge                     | deutscher Kaufmann und Politiker                                                | 49    |       |
| 21. Dezember | George Gustavus Charles William du Plat | britischer Generalmajor                                                         | 58    |       |
| 22. Dezember | Cornelius Darragh                       | US-amerikanischer Politiker                                                     |       |       |
| 22. Dezember | Bengt Erland Fogelberg                  | schwedischer Bildhauer                                                          | 68    |       |
| 22. Dezember | Martin Routh                            | englischer Gelehrter und Theologe                                               | 99    |       |
| 24. Dezember | Friedrich Reinshagen                    | preußischer Verwaltungsbeamter, Bürgermeister und Landrat                       | 70    |       |
| 25. Dezember | Veit Flehinger                          | deutscher Bezirksrabbiner in Baden                                              | 85    |       |
| 25. Dezember | Louis Vallin                            | französischer Generalleutnant der Kavallerie                                    | 84    |       |
| 26. Dezember | Johann Conrad Fischer                   | Schweizer Metallurge und Pionier der Gussstahlerzeugung                         | 81    |       |
| 26. Dezember | Ernst Tschirch                          | deutscher Komponist                                                             | 35    |       |
| 27. Dezember | Thomas Wilson Dorr                      | US-amerikanischer Politiker, Rechtsanwalt und Aufständischer                    | 49    |       |
| 28. Dezember | James Turner Morehead                   | US-amerikanischer Politiker                                                     | 57    |       |
| 31. Dezember | Pauline Gotter                          | Ehefrau Friedrich Wilhelm Schellings                                            | 68    |       |

## Datum unbekannt
| Tag       | Name                              | Beruf, bekannt als                                                                                                   | Alter | Beleg |
| --------- | --------------------------------- | --- | ----- | ----- |
|           | Abdullah bin Abdul Kadir          | malaysisch Gelehrter                                                                                                 |       |       |
|           | Juan Nepomuceno Barrundia Cepeda  | Politiker und Jefe Supremo in der Provinz Guatemala der Zentralamerikanischen Konföderation                          |       |       |
|           | Giovanni Beltrami                 | italienischer Gemmenschneider                                                                                        |       |       |
|           | John Boultbee                     | englischer Wal- und Robbenfänger                                                                                     |       |       |
|           | Theodor Boveri                    | königlich bayerischer Regierungsbeamter                                                                              |       |       |
|           | Georgios Gennadios                | griechischer Gelehrter                                                                                               |       |       |
|           | Jackey Jackey                     | australischer Entdeckungsreisender                                                                                   |       |       |
|           | Manuel Jiménez                    | Präsident der Dominikanischen Republik                                                                               |       |       |
|           | Carl von Krassow                  | schwedischer Oberstleutnant und Ehrenbürger von Stralsund                                                            |       |       |
|           | Mordechai Josef Leiner            | rabbinischer chassidischer Gelehrter und Gründer der Izhbitza-Radzyn dynasty des Chassidismus                        |       |       |
|           | Ludwig Lucas                      | deutscher Lehrer und Schulrat                                                                                        |       |       |
|           | Carl Christoph Lüntzel            | zweiter Bürgermeister der gesamten Stadt Hildesheim                                                                  |       |       |
|           | Juan Francisco Manzano            | kubanischer Sklave und Schriftsteller                                                                                |       |       |
| April/Mai | Arnold Mendelssohn                | deutscher Arzt |       |       |
|           | Adam Christian Mengebier          | Obersteiger, Grubenverwalter der Zeche „Gewerkschaft Friedrich Franz“ zu Malliß und später Gipsverwalter zu Lübtheen |       |       |
|           | Ottavio Festa                     | italienischer Kapellmeister und Komponist                                                                            |       |       |
|           | James Meriwether                  | US-amerikanischer Politiker                                                                                          |       |       |
|           | Giacomo Monzino                   | italienischer Gitarrist, Komponist und Instrumentenbauer                                                             |       |       |
|           | Marija Antonowna Naryschkina      | Mätresse des Zaren Alexander I. von Russland                                                                         |       |       |
|           | Ngawang Jampel Tshülthrim Gyatsho | Regent in Tibet |       |       |
|           | Hyde Parker                       | britischer Vizeadmiral                                                                                               |       |       |
|           | José León Sandoval                | nicaraguanischer Politiker und Supremo Director (1845–1847)                                                          |       |       |
|           | Johann Gottfried Seydel           | deutscher Politiker, MdL (Königreich Sachsen)                                                                        |       |       |
|           | Johann Wilhelm Späth              | deutscher Techniker, Erfinder, Gründer der ersten Nürnberger Maschinenfabrik                                         |       |       |
|           | Francesco Maria Travella          | Schweizer römisch-katholischer Geistlicher und Schriftsteller                                                        |       |       |
|           | Antoine-François Varner           | französischer Vaudevillist und Librettist                                                                            |       |       |
|           | Benjamin Louis Vulliamy           | englischer Uhrmacher                                                                                                 |       |       |
|           | Adolph Wildgruber                 | österreichischer katholischer Priester und Dichter                                                                   |       |       |
|           | Carlo Yvon                        | italienischer Komponist, Musikpädagoge und Oboist                                                                    |       |       |